# حسين بن منصور العساف
حسين عساف حسين منصور اسمه مختصرا حسين العساف الثاني، هو أمير إمارة الرس منذ عام 1373هـ حتى عام 1402هـ ولد في عام 1342هـ في الجوف أثناء فترة إمارة والده عساف الحسين المنصور العساف الثاني. تربطه علاقات مع كل من الملك سعود والملك فيصل بن عبد العزيز والملك خالد والملك فهد بن عبد العزيز.

## مولده ونشأته
ولد حسين العساف الثاني في الجوف عام 1342هـ الموافق عام 1923م أثناء فترة إمارة والده عساف الحسين المنصور العساف الثاني في الجوف كما يعتبر حسين أكبر أبناء عساف كان رجل عائلة العساف منذ أكثر من أربعين عاما غادر الرس إلى مكة المكرمة مع والده عام 1344هـ وبدأ يدرس في مدرسة الصفاة منذ عام 1347هـ ثم انتقل مع والده عام 1350هـ إلى نجران وبنفس العام غادر نجران إلى الطائف ليكمل دراسته في مدرسة النور وأخذ ينتقل إلى الطائف صيفا ومكة شتاءا حتى عام 1356هـ حيث غادر إلى الرياض ودرس في مدرسة الملك عبد العزيز حتى عام 1358هـ حيث عاد إلى الرس بسبب إنهائه للدراسة.

## أميراً للرس بالنيابة
بقى حسين في الرس عامين منذ عام 1358هـ حتى عام 1360هـ وأثناءها كان في الرس دون عمل، حتى في صغره عام 1360هـ عينه والده عساف الحسين المنصور العساف الثاني أميرا للرس بالنيابة، وكان عمر حسين آنذاك 18عاما وعساف 53عاما وأول إنجازات حسين لمدة ثلاثة عشر عاما منذ عام 1360هـ حتى عام 1373هـ كثيرة من أهمها:
- رعايته لاحتفال افتتاح أول محكمة في الرس عام 1361هـ.
- صاحب فكرة إنشاء مجلس الرس عام 1360هـ.
- وضع حجر الأساس لمستوصف الرس الحكومي في الرس ورعايته للافتتاح عام 1361هـ.
- أميرا للرس في الفترة من عام 1362هـ حتى عام 1365هـ أثناء وجود والده في مكة.
- رعايته لافتتاح مركز المياه الجديد بدلا من القديم الذي أنشاءه والده عام 1345هـ وافتتح الجديد عام 1364هـ.
- رعايته لافتتاح مستوصف الرس الحكومي في رجب عام 1365هـ.
- رعايته لافتتاح أول مدرسة متوسطة وثانوية للبنين في الرس.
- استقباله للأمير سعود بن عبد العزيز لدى زيارته للرس عام 1367هـ.
- قيامه بافتتاح صيدلية العساف عام 1368هـ نيابة عن والده.
- قيام الملك عبد العزيز بزيارة للرس ليعطي لكل مواطن في الرس آلة أمريكية ليسحبون الماء من تحت الأرض.عام 1371هـ.
- مغادرته للرياض لتقديم العزاء على وفاة الملك عبد العزيز ومبايعته للملك سعود.

## إمارته
توفي والد حسين عساف في مكة المكرمة ودفن هناك وبأمر ملكي من الملك سعود عين حسين أميراً للرس وذلك في عام 1373هـ وفي عام 1374هـ 1954م قام الملك سعود بن عبد العزيز بزيارة للرس في إحدى جولاته وغادرها بعد يومين وفي 14/7/1374هـ افتتح الأمير حسين مستشفى الرس الحكومي الذي بدأ بنائها منذ عام 1372هـ في عهد والده وفي عام 1375هـ لم تكن فيها من الدوائر الحكومية سوى الإمارة والمحكمة والمدرسة الابتدائية السعودية ومجلس الرس ولكن حسين العساف كرس جهوده لخدمة بلده واستغل معرفته وصداقاته مع رجال العائلة الملكية ورجال الدولة للقيام بالمشاريع ولفتح فروع الوزارات في الرس فقد فتح فرع وزارة المعارف عام 1376هـ والصحة 1377هـ والزراعة 1380هـ والمواصلات 1382هـ والداخلية 1383هـ؛ كما قام بفتح المدرسة الابتدائية العسكرية في الرس التي أتاحت لشباب الرس والقرى المحيطة بها إلى الانخراط في الخدمة العسكرية لخدمة بلادهم وملكهم ووطنهم كما أنه فتح مطار بالرس عام 1384هـ واستمر هذا المطار لسنوات حتى عام 1394هـ عندما افتتح مطار القصيم.